# 扎波利斯基耶哈列耶维奇农村居民点
扎波利斯基耶哈列耶维奇农村居民点（俄语：Запольскохалеевичское сельское поселение）是俄罗斯联邦布良斯克州斯塔罗杜布区所属的一个农村居民点。其下辖有8个居民点，行政中心为扎波利斯基耶哈列耶维奇。据2015年统计，该农村居民点的人口为1164人。